# Burg Grimmenstein (Niederösterreich)
Die Burg Grimmenstein ist eine teilweise restaurierte Höhenburg im südlichen Niederösterreich. Die Burg steht unter Denkmalschutz (Listeneintrag).

## Geografie
Die Burg liegt im Pittental am Südosthang des Kulmriegels in der Marktgemeinde Grimmenstein auf einer Höhe von 660 m ü. A. und rund 100 Meter unterhalb des Kulmriegelgipfels auf einem Felsstock errichtet. Sie ist eine von drei ehemaligen Wehranlagen auf dem das Pittental beherrschenden Kulmriegel. So wie die anderen zwei Wehranlagen wurde sie aufgrund der Dachsteuer dem Verfall preisgegeben und als Baumaterial großteils abgetragen. In den 1960er Jahren erfolgte eine Instandsetzung und ein teilweiser Wiederaufbau im neoromantischen Stil unter Verwendung der noch als Ruinenrest vorhandenen Mauern. Nach einem weiteren Verfall restauriert der neue Besitzer Markus Albero Grimmenstein seit Juli 2014 die Anlage zu 90 % in Eigenregie ohne öffentliche Mittel/Förderungen und macht sie seit April 2016 der Öffentlichkeit zugänglich.

## Name
Die Burg wurde bisweilen seit dem 19. Jahrhundert Burg auch Vordergrimmenstein genannt, während die ehemalige Burg auf dem Gipfel des 758 m ü. A. hohen Kulmriegels auch als Burg Hochgrimmenstein und eine einstige Burg südwestlich des Kulmriegels am Ende des Kunzgrabens als Hintergrimmenstein bezeichnet wurden. Diese Bezeichnungen finden sich in keiner alten Urkunde, vielmehr jedoch die Namen Grimmenstein („Vordergrimmenstein“), Windberg („Hochgrimmenstein“) und Künberg („Hintergrimmenstein“).